# Ascension du Christ-Roi
L'ascension du Christ-Roi est un trail et une course en montagne ayant lieu sur la commune de Lens en Suisse.

## Historique
La première édition s'est tenue le 9 octobre 2010.

## Parcours
Le tracé débute à la Crête de Vaas puis monte dans les vignes jusqu'à Chelin, traverse la forêt de la Véreillaz, longe la statue du Christ-Roi qui coiffe la colline du Châtelard et redescend sur le village de Lens. Le parcours mesure 6,2 km pour 620 m de dénivelé positif.

## Vainqueurs
| Année | Hommes            | Temps       | Femmes               | Temps       |
| ----- | ----------------- | ----------- | -------------------- | ----------- |
| 2010  | Tarcis Ançay      | 32 min 51 s | Isabelle Florey      | 42 min 54 s |
| 2011  | Emmanuel Vaudan   | 34 min 52 s | Victoria Kreuzer     | 43 min 22 s |
| 2012  | Nicolas Hartmann  | 36 min 22 s | Annick Rey-Conus     | 44 min 19 s |
| 2013  | César Costa       | 33 min 38 s | Victoria Kreuzer     | 42 min 13 s |
| 2014  | Mohammed Boulama  | 32 min 43 s | Victoria Kreuzer     | 40 min 30 s |
| 2015  | Thomas Terrettaz  | 33 min 51 s | Camille Besse-Barras | 41 min 33 s |
| 2016  | Mohammed Boulama  | 33 min 35 s | Séverine Pont-Combe  | 41 min 32 s |
| 2017  | Manu Sassi        | 34 min 54 s | Layane Bezinge       | 43 min 16 s |
| 2018  | Maximilien Drion  | 34 min 3 s  | Maya Chollet         | 40 min 44 s |
| 2019  | Kevin Vermeulen   | 33 min 46 s | Sarah Tunstall       | 39 min 20 s |
| 2020  | Maximilien Drion  | 32 min 51 s | Flurina Volken       | 40 min 41 s |
| 2021  | Maximilien Drion  | 31 min 20 s | Alessandra Schmid    | 39 min 9 s  |
| 2022  | Kevin Vermeulen   | 33 min 59 s | Theres Leboeuf       | 40 min 2 s  |
| 2023  | William Rodríguez | 34 min 16 s | Alessandra Schmid    | 40 min 33 s |
| 2024  | Maximilien Drion  | 31 min 45 s | Sofia Chételat       | 41 min 0 s  |

 Record de l'épreuve